# Bernard Leene
Bernardus Petrus Leene, dit Bernard Leene (né le 15 février 1903 à La Haye et mort le 24 novembre 1988 à Amsterdam) est un coureur cycliste néerlandais. Il a remporté la médaille d'or du tandem aux Jeux olympiques d'été de 1928 à Amsterdam, et la médaille d'argent dans cette discipline lors des Jeux de 1936 à Berlin.
Ses frères Gerard, Piet et Leo ont également été cyclistes. Gerard Leene a notamment été quatre fois champion des Pays-Bas de vitesse individuelle professionnel.

## Palmarès

### Jeux olympiques
- Amsterdam 1928
  -  Champion olympique du tandem (avec Daan van Dijk)
- Berlin 1936
  -  Médaillé d'argent du tandem (avec Hendrik Ooms)

### Championnats du monde
- Amsterdam 1925
  -  Médaillé de bronze de la vitesse individuelle amateur